# 기타무라 나나미
기타무라 나나미(일본어: 北村 菜々美, 1999년 11월 25일 ~ )는 일본의 여자 축구 선수이다.

## 국가대표팀 경력
2016년 FIFA U-17 여자 월드컵 준우승, 2018년 FIFA U-20 여자 월드컵 우승에 기여했다.
그녀는 2021년 4월 8일 파라과이과의 경기에서 일본 국가대표팀에 데뷔했다. 2020년 하계 올림픽에도 출전했다. 그녀는 2022년까지 국제 A매치 통산 8경기에 출전했다.

## 통계
| 일본 | 일본 | 일본 |
| 연도 | 출전 | 득점 |
| ---- | ---- | ---- |
| 2021 | 7    | 0    |
| 2022 | 1    | 0    |
| 통산 | 8    | 0    |